# フランス国鉄CC40100形電気機関車
フランス国鉄CC40100形電気機関車（-こくてつせーせー40100がたでんききかんしゃ）は、フランス国鉄（SNCF）の交直流両用電気機関車である。

## 概要

### 製造の背景
ヨーロッパ大陸の4カ国（フランス・ベルギー・オランダ・ドイツ）に跨る地域は、古くから現在に至るまで、鉄道による輸送需要が多い地域である。特にフランスのパリ・ベルギーのブリュッセル・オランダのアムステルダム・ドイツのケルンを結ぶ鉄道路線はその重要性から、4都市の頭文字を取って"PBKA"と呼ばれたり、ケルンを除いた3都市の頭文字を取って"PBA"と呼ばれたりすることがある。
第二次世界大戦後の1957年より、この区間に全車1等車のTEE（ヨーロッパ横断特急）が運行されるようになったが、当初は非電化区間が含まれているなどの理由もあり、TEEを運営する各国により、専用の気動車を使用して運転が開始された。
しかし1960年代に入り、TEEの需要が増大するにつれて、従来の気動車方式では輸送力が不足するようになった。また、鉄道の電化も各国で進展し、電気運転が可能な路線も拡大していった。このため、上記区間を走るTEE列車についても、機関車＋客車の編成とするように改められていった。
このうち客車については、フランス国鉄が1950年代に開発したステンレス製の急行用客車"Voiture DEV Inox"形を、TEEにふさわしい設備にアップグレードした"Voiture TEE Inox PBA"形を使用することになった。
一方、電気機関車については、フランス北部は交流25kV50Hz、ベルギーは直流3,000V、オランダは直流1,500V、西ドイツは交流15kV16.7Hzが標準の電化方式となっているなど、各国の電化方式がまちまちであるなどの問題があり、国境駅で機関車を交換する必要があった。そのため、機関車交換の手間を省き、複数の電源方式に対応できる、新たな機関車の登場が望まれた。このような背景のもとに製造されたのが本機である。

### 特徴など
まず第一次車として、1964年に4両（40101～40104）が製造された。その後、出力強化などの改良を加えた第二次車として、1969年～1970年に6両（40105～40110）が製造された。いずれもアルストムで製造されている。
電気方式は、フランス・ベルギー・オランダ・西ドイツ（当時）の4カ国の電化区間で運用が可能なように、4つの電源方式に対応している。ヨーロッパ大陸の鉄道の電化は、国によって方式は異なるものの、4種類のいずれかを採用しているが、本機はヨーロッパ大陸全域で運用できるように考慮されているほか、将来の英仏海峡トンネルの開業を見越して、イギリスへの乗り入れも考慮したものとされている。
4電源方式対応のため搭載機器が増加し、その結果、車体長が22mとなるなど、電気機関車としては車体が長くなっている。また屋根上には、各電源方式に対応するため、4つのシングルアームパンタグラフを装備する（パンタグラフの配置は＜＞＿＿＜＞）。
なお、フランス国鉄は現在に至るまで、TGVを除き、4電源対応の電車・電気機関車はほとんど保有しておらず、単独の電気機関車として量産されたものとしては、このCC40100形が唯一の事例となっている。
車体は、CC7100形やBB9200形のような、従来の箱型車体からは大きく変わり、前面窓の部分を大きく傾斜させたスタイルが初めて採用された。これはフランスのデザイナーであるPaul Arzensによってデザインされたもので、短距離走者のスタート姿勢がモチーフとされている。その形状から現地では「nez cassés」（フランス語で「壊れた鼻」）と呼ばれ、日本では「ゲンコツ」の呼び名で認知されることとなった。
このデザインは、1960～70年代のフランスの機関車を強く印象付けるものとなり、その後の多少の形状の変化はあるものの、CC40100形の後に製造されたCC6500形やBB7200形電気機関車、CC72000形ディーゼル機関車にも、同様の形状が採用されたほか、フランス国外（ベルギー、オランダ、ポルトガル、モロッコ、韓国など）にも同様の形状の機関車が投入されている。
また、TEE用客車に合わせて、外板にステンレスを採用し、さらに赤色の帯などを巻くことで、TEE用客車との一体感が強調され、TEE牽引機・国際列車の牽引機としての印象を強めることともなった。
軸配置はC-C方式で、6動軸となっている。各台車にモータを1台ずつ搭載した「1台車1電動機方式」を採用しているほか、高速列車用と低速列車用の両方に対応するため、歯車比可変機構も備えている。出力は第一次車が3,670kW、第二次車が4,480kWとなっており、最高速度は160km/hと240km/hの2段階となっている。
CC40106号機は、製造直後の1969年に事故で破損し、しばらく保管されていたが、1973年にベルギー国鉄18形（後述）の製造に合わせて復旧されている。
1964年には試運転でCC40101号機が222km/hの速度記録を、翌年にはCC40103号機が230km/hの速度記録を出している。

## 運用
製造直後の1964年より、TEE"Brabant"（パリ～ブリュッセル）・"Oiseau Bleu"（パリ～ブリュッセル）・"Etoile du Nord"（パリ～アムステルダム）・"Ile de France"（パリ～アムステルダム）や、国際列車の牽引に充当されるようになった。
しかし、西ドイツやオランダへの乗り入れは、軸重制限や地上設備の制約があったため、実際にこれらの国に直通することはなかった。そのため、運用区間は事実上、パリ～ブリュッセル間に限定された。直流1.5kV（オランダ対応）と交流15kV16.7Hz（西ドイツ対応）の電気設備は後に撤去され、実質的には直流3kV（ベルギー対応）と交流25kV50Hz（北フランス対応）の2電源対応となっていた。
当初の想定とは異なり、運用範囲は制約されていたものの、この区間を走るTEEや国際列車の牽引機として使用され、同区間のフラッグシップ機として君臨した。1980年代にはTEEに2等車が連結されるようになったことで、TEEからユーロシティ（EuroCity）に変化したものの、引き続き、ステンレス客車を従えて活躍し、結果的にその活躍期間は約30年にも及んだ。
しかし1996年1月に同区間でタリスが運転を開始したことで、これらの客車列車は全てタリスに置き換えられて廃止されることとなった。両数が少ないこと、老朽化が進んでいること、保守の手間がかかることなどから、他線区への転用などは行われず、1996年に営業運転を終了した。

## 保存機
2008年現在。
- CC40101：rotonde de Mohon
- CC40109：CMCF Oignies
- CC40110：パリ

## 派生形式
ベルギー国鉄が本機の第二次車をベースに、18形として1973年～1974年にかけて6両（1801～1806）を投入している。こちらもアルストム製である。出力は4,320kW、最高速度は180km/hとなっている。
CC40100と同様に、TEEやユーロシティ、優等列車の牽引機として、パリ～ブリュッセル間で運用されたほか、オステンド～ブリュッセル～リエージュ～ケルン間でも運用された。ただCC40100形と異なり、西ドイツへの乗り入れが行われていた。
1999年に運用を終了した。その後は全機が保管あるいは保存されていたが、2008年より解体車も発生している。
なお、ベルギー国鉄における「18形」の名称は、2008年から投入予定の新型機関車（シーメンス製ユーロスプリンター）に付けられる予定で、本機は初代の18形に相当する。